# Roswith Capesius
Roswith Capesius (în unele lucrări Roswitha Capesius) (n. 4 februarie 1929, București – d. 14 martie 1984 București) a fost o pictoriță, scenografă, scriitoare și etnografă de origine germană din România.
Tatăl ei a fost profesorul universitar, scriitorul și filologul Bernhard Capesius. A făcut gimnaziul la Sibiu, urmând ulterior cursurile Academiei de Arte „Nicolae Grigorescu” din București. A obținut doctoratul în 1975 cu o lucrare despre mobila țărănească română. Din 1975 până la moarte a lucrat la Institutul de Etnografie și Folclor  din București. A fost căsătorită cu scriitorul Oskar Pastior, care a fugit din România în Germania 1968.
Ca scriitoare a publicat poezii.

## Lucrări proprii

### Poezii
- Zwischen Fenster und Sein. Gedichte, Editura Kriterion, București, 1970
- Zeichen auf der Schwelle / Gedichte, Editura Kriterion, București, 1980

### Lucrări științifice
- Mobilierul țărănesc românesc, prefață de Paul Petrescu, Editura Dacia, Cluj-Napoca, 1974
- Das siebenbürgisch-sächsische Bauernhaus. Wohnkultur (Casa țărănescă la sași), Editura Kriterion, București, 1977
- Siebenbürgisch-sächsische Schreinermalerei, Editura Kriterion, București, 1983

## Lucrări colective
- Arta populară românească, București, 1969. Autori: Fl. B. Florescu, P. Petrescu, G. Aldea, Roswitha Capesius ș.a.
- Aus der Volkskunde der Siebenbürger Sachsen, Editura Honterus, Sibiu, 2003, ISBN 973-86634-0-7. Autori: Erhard Antoni, Roswith Capesius, Karl Fisi, Herbert Hoffmann, Horst Klusch, Hanni Markel, Paul Niedermaier, Era Nußbächer, Rose Schmidt, Maria Schuster, Paul Schuster-Stein. Fiecare autor are un capitol din specialitatea sa.
- "Die Einrichtung der Bauernstube" în Mărginenii Sibiului : civilizație și cultură populară românească, autori Cornel Irimie, Nicolae Dunăre, Paul Petrescu, București, Editura științifică și enciclopedică, 1985

## Articole de specialitate
- Modalități stilistice în decorul interiorului țărănesc din nordul Transilvaniei (zona Lăpuș, Chioar, Maramureș), în Studii și articole de istoria artei, seria Artă plastică, nr. 1, 1971, p. 113-121.
- "Țărănesc" și "orășenesc" în interiorul locuinței rurale din Dobrogea, în Peuce: Etnografie și muzeologie., V. Nr. 6, 1977, p. 381-385